# كتل ويسعلي (مقاطعة تشرام)
كتل ويسعلي (بالفارسية: کتل ویسعلی) هي قرية تقع في قسم تشرام الريفي (مقاطعة تشرام) في إيران. يقدر عدد سكانها بـ 26 نسمة بحسب إحصاء 2016.